# 沢田舞香
沢田 舞香（さわだ まいか、1979年2月3日 - ）は、日本のAV女優、ストリッパー。

## 略歴
東京都出身。1998年に『プレリュード』でAVデビュー。『プレリュード』は、その年の宇宙企画の売り上げ第2位となっている。

## 作品

### アダルトビデオ
1998年
- プレリュード（5月24日、宇宙企画（メディアステーション））※デビュー作
- 素肌にキッス（6月21日、宇宙企画）
- 天使のGスポット（7月19日、宇宙企画）
- 敏感クライマックス（8月21日、宇宙企画）
- 猥褻モデル（9月22日、宇宙企画）
- temptation〜誘惑〜（10月25日、ビッグモーカル）
- 宇宙企画DX　100分スペシャル（12月23日、宇宙企画）他出演:小川明日香、吉野サリー、松井里穂、美鈴ゆうか、永瀬マリ、有沢成美、野原なつみ、田村まほ、斎木きな 全10名

1999年
- 堕天使X（3月7日、宇宙企画）
- 沢田舞香 スーパーBEST（3月20日、宇宙企画）
- 完全暴行計画（4月23日）
- おしめり手帖13（4月30日、宇宙企画）
- 人間廃業（5月25日、アリスJAPAN（ジャパンホームビデオ））
- 特選 スーパービッグコレクション 2 ヌカせてくれた女たち（12月15日、ビッグモーカル）他出演:三田友穂、相原涼、つかもと友希、河合美奈、河合純、星野ひかり、朝倉まりあ、舞田波、矢口凛香 全10名

2000年
- 猥褻モデル REMIX（2月11日、アリスJAPAN）他出演:城麻美、金沢文子、鈴木真奈美、草凪純 VHS 全5名（同年9月22日、猥褻モデル ヌルヌル5でDVD発売）
  - 猥褻モデル ヌルヌル 5（9月22日、アリスJAPAN）DVD 全5名
- スーパービッグコレクション 240ミニッツスペシャル（5月26日、ビッグモーカル）他21名出演
- 裏宇宙企画BLACK（7月9日、宇宙企画）他出演:小沢まどか、遠野まや、小川明日香、藤村夕香、野原なつみ、大倉由希恵、水森かづは、瀧島まこ、結城かのん 全10名

2001年
- 宇宙企画DX120分スペシャル（1月26日、宇宙企画）他出演:小川明日香、松井里穂、吉野サリー、永瀬マリ、斎木きな、美鈴ゆうか。有沢成美、田村まほ、野原なつみ 全10名
- Temptation 240minスペシャル（2月9日、ビッグモーカル）他出演:聖さやか、相原涼、星野ひかり 全4名
- 人間廃業ファイル Vol.4（3月16日、アリスJAPAN）他出演:夢野まりあ、聖さやか、金沢文子、桜井風花 全5名
- 堕天使X SPECIAL（6月22日、宇宙企画）他出演:小沢まどか、金沢文子、清水かおり、つかもと友希 全5名

2003年
- 宇宙企画 Debut Collection 1（2月28日、宇宙企画）他19名出演

2004年
- 宇宙企画メモリアル 沢田舞香（1月23日、宇宙企画）『プレリュード』『素肌にキッス』『天使のGスポット』『敏感クライマックス』を収録。

### オリジナルビデオ
- ザ・痴漢ネット（1998年9月21日、ミュージアム）監督:植田中 - 主演、共演:倉本梨里 [4]
- 才色淫美 頭も躰もイカした女たち（1998年12月25日、アスキム＝アイディアール）監督:高橋利雄 主演:藤野あやめ 共演:椎名早苗 [5]
- 完全暴行計画（1999年4月23日、ピンクパイナップル）監督:三宅雅之 主演:秋野しおり [6]
- ザ・痴漢ネット ベスト（2003年8月25日、ミュージアム）監督:植田中 ほか ※4話のオムニバス作品 [7]